# Hawthorne (Henry James)
Hawthorne é um livro de crítica literária publicado por Henry James em 1879. O livro é um estudo perspicaz sobre o grande predecessor de James, Nathaniel Hawthorne. James estendeu-se consideravelmente sobre cada um dos romances de Hawthorne e sobre uma seleção de seus contos. Também tratou da vida de Hawthorne e algo de seus escritos não-ficionais. O livro se tornou um tanto controverso por conta da famosa seção em que James enumera os itens de interesse romanesco que ele considerava ausentes da vida norte-americana.